# Colostygia punctatissima
Colostygia punctatissima är en fjärilsart som beskrevs av Otto Staudinger 1897. Colostygia punctatissima ingår i släktet Colostygia och familjen mätare. Inga underarter finns listade i Catalogue of Life.